# Hassan El-Shazly
Hassan El-Shazly (Giza, 13 de noviembre de 1943 - 20 de abril de 2015) fue un entrenador y jugador de fútbol egipcio que jugaba en la demarcación de delantero.

## Biografía
Debutó como futbolista en 1959 con el Tersana SC. Jugó en el club durante toda su carrera deportiva, un total de 19 temporadas. Llegó a ganar una Primera División de Egipto y dos Copa de Egipto, aunque destaca más por sus logros individuales, como ser el máximo goleador de la Primera División de Egipto en cuatro temporadas, además de ser el máximo goleador histórico de la liga con un total de 176 goles. Tras finalizar su carrera como futbolista empezó con la de entrenador en el club que le vio jugar. También entrenó al Al-Ittihad (Aleppo), hasta que finalmente, en 2010, tras dejar el cargo en el Tersana, dejó los terrenos de juego.
Falleció el 20 de abril de 2015 a los 71 años de edad.

## Selección nacional
Jugó un total de 52 partidos con la selección de fútbol de Egipto y marcó 39 goles. Llegó a disputar la Copa Africana de Naciones 1963, la Copa Africana de Naciones 1970 y la Copa Africana de Naciones 1974. Además se convirtió en el máximo goleador con trece tantos en la edición de 1963. 

## Clubes

### Como futbolista
| Club       | País   | Año         | Partidos | Goles |
| ---------- | ------ | ----------- | -------- | ----- |
| Tersana SC | Egipto | 1959 - 1978 | 325      | 176   |

### Como entrenador
| Club                | País   | Año         |
| ------------------- | ------ | ----------- |
| Tersana SC          | Egipto | 2000 - 2001 |
| Al-Ittihad (Aleppo) | Siria  | 2002 - 2003 |
| Tersana SC          | Egipto | 2003        |
| Tersana SC          | Egipto | 2009 - 2010 |

## Palmarés

### Campeonatos nacionales
| Título                     | Club       | País   | Año  |
| -------------------------- | ---------- | ------ | ---- |
| Primera División de Egipto | Tersana SC | Egipto | 1963 |
| Copa de Egipto             | Tersana SC | Egipto | 1965 |
| Copa de Egipto             | Tersana SC | Egipto | 1967 |

### Distinciones individuales
| Título                                           | Club                          | País   | Año  |
| ------------------------------------------------ | ----------------------------- | ------ | ---- |
| Máximo goleador de la Primera División de Egipto | Tersana SC                    | Egipto | 1963 |
| Máximo goleador de la Primera División de Egipto | Tersana SC                    | Egipto | 1965 |
| Máximo goleador de la Primera División de Egipto | Tersana SC                    | Egipto | 1966 |
| Máximo goleador de la Primera División de Egipto | Tersana SC                    | Egipto | 1975 |
| Máximo goleador de la Copa Africana de Naciones  | Selección de fútbol de Egipto | Egipto | 1963 |